# Sar-e Pol (distrikt)
Sar-e Pol är ett distrikt i Afghanistan. Det ligger i provinsen Sar-e Pol, i den norra delen av landet, 300 kilometer nordväst om huvudstaden Kabul. Administrativt centrum är provinshuvudstaden Sar-e Pol.
Distriktet beräknades år 2022 ha cirka 184 000 invånare.